# جامع القصر
جامع القصر  هو جامع تونسي يقع في حي باب المنارة في طرف مدينة تونس العتيقة في تونس العاصمة.

## التاريخ
كان الجامع مسجدا ملكيا تابعا لقصر دار حسين، مقر سكن ملوك بنو خراسان، ويوقع أن المسجد تم بناؤه أثناء حكم أحمد بن خراسان (1100 - 1128).

في 1598، أصبح الجامع يتبع المذهب الحنفي الذي يتبعه الأتراك العثمانيون. تمتع الجامع بالعديد من أشغال الصيانة والتجديد. مئذنة الجامع أعيد بناؤها من قبل داي تونس الحاج محمد لاز داي في 1647، وزينت بالرخام والخزف المزجج حسب طراز الفن الإسلامي الإسباني. واجهته الشرقية زينت بأقواس كبيرة كحدوة الفرس وبطراز فاطمي وصنهاجي.

الدخول إلى المسجد يكون عبر باب يقع تحت ممر مغطى، يفتح على فناء مرتفع عن قاعة الصلاة. هذه الأخيرة محاطة برواق ذو أعمدة وتيجان تركية الطراز، بينما قاعة الصلاة تعلوها أقواس مع أقبية فخذية تدعمها أعمدة وتيجان من الطراز القديم. محراب الجامع كبير نوعا ما، ويتكون من ركن نصف دائري به سبعة منافذ تفصلها أعمدة. تعلو الجامع قبة ذات أخاديد وذات طراز فاطمي.

### معرض الصور

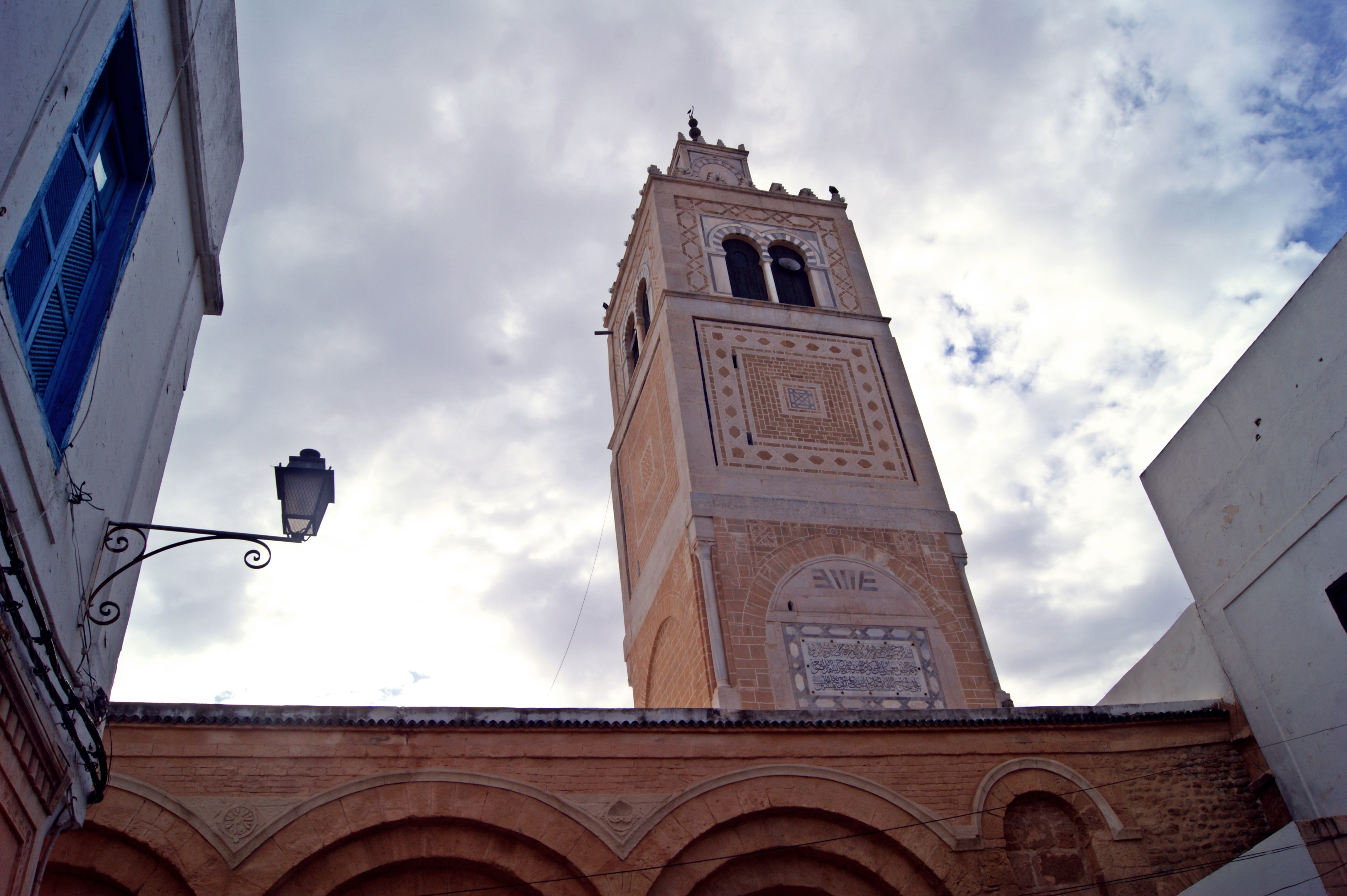
منظر لأقواس واجهة المئذنة.
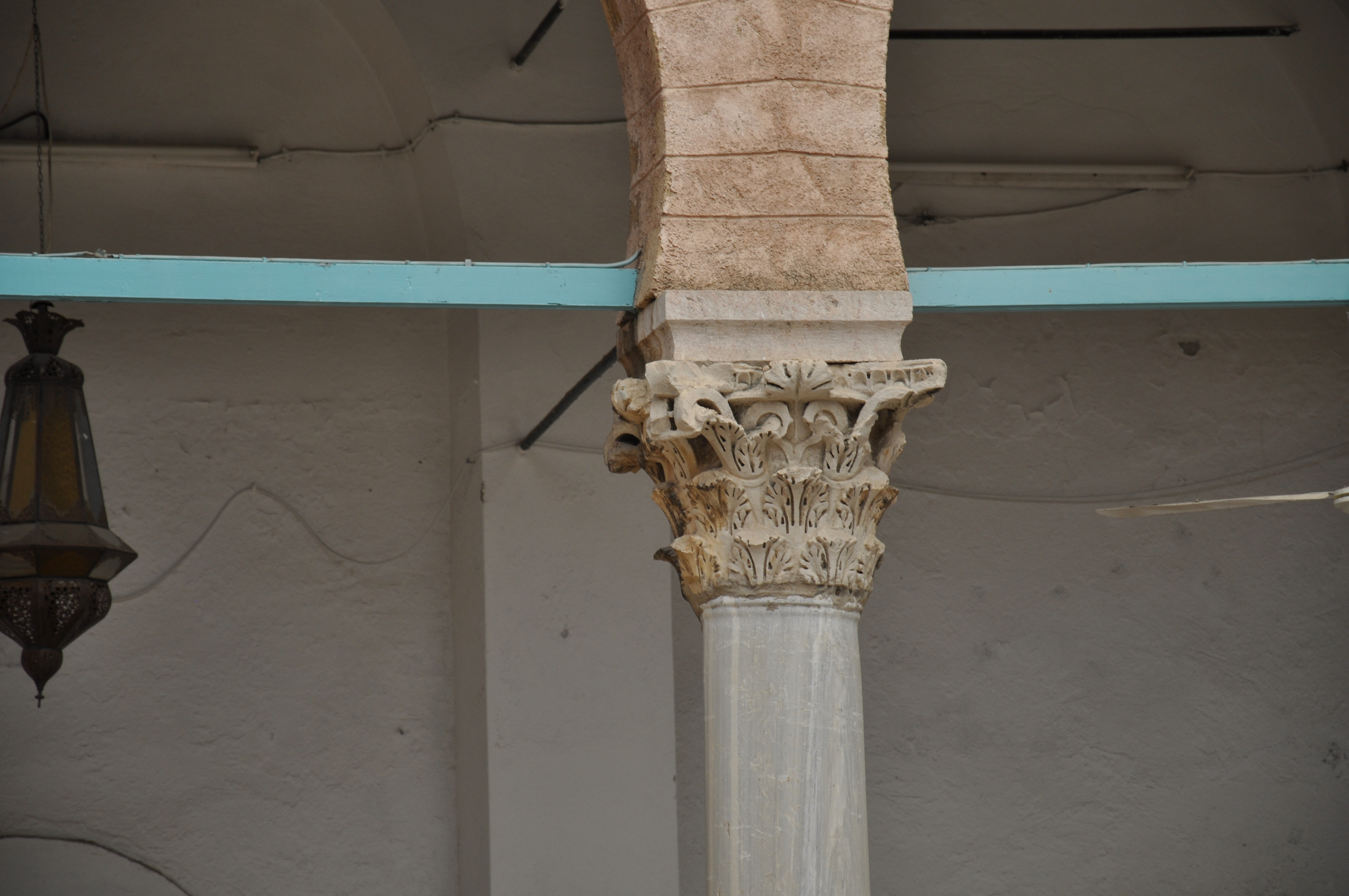
منظر لتاج العمود ذو الطراز الكورنثي.
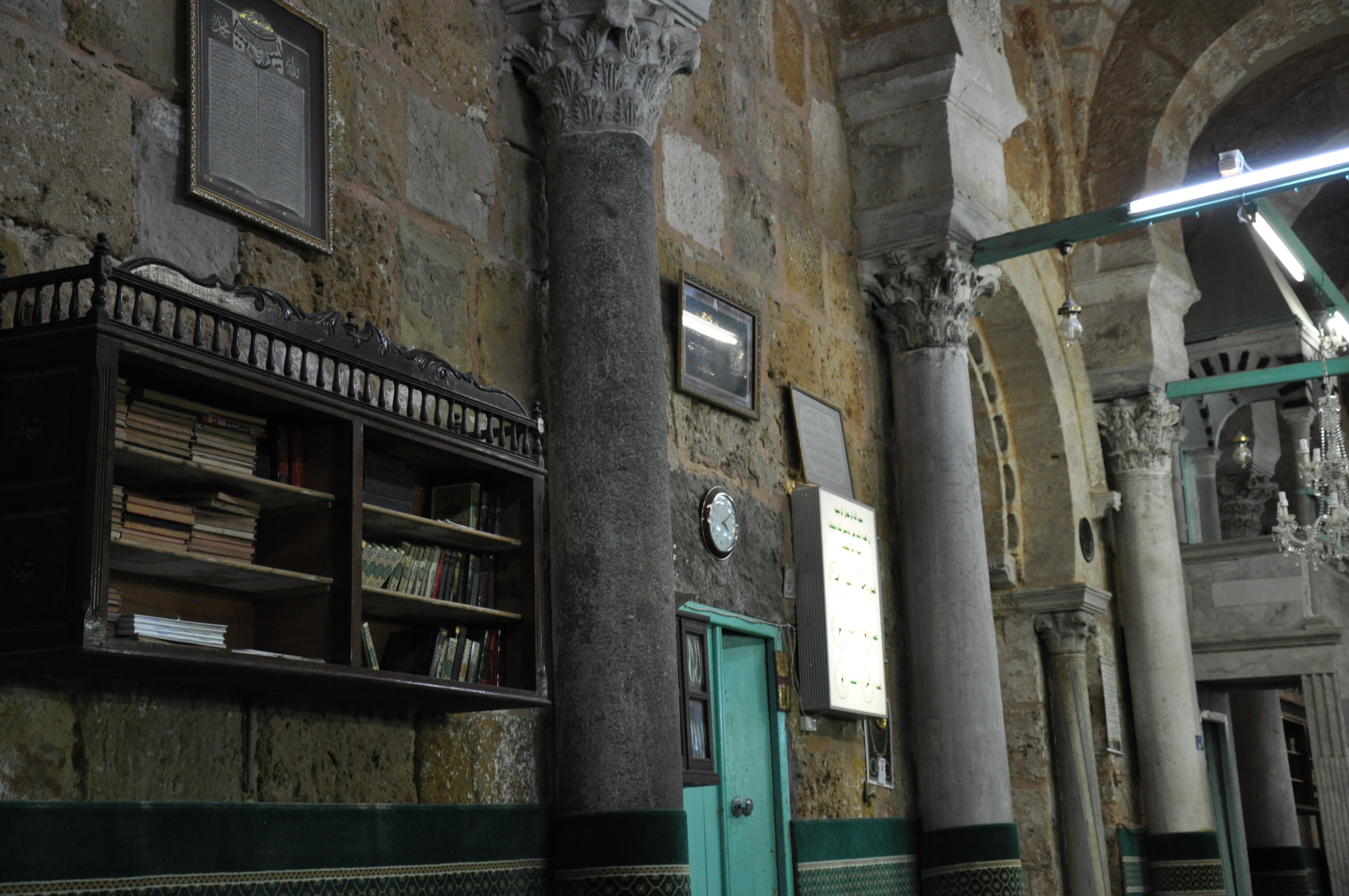
الأعمدة الداخلية لقاعة الصلاة.
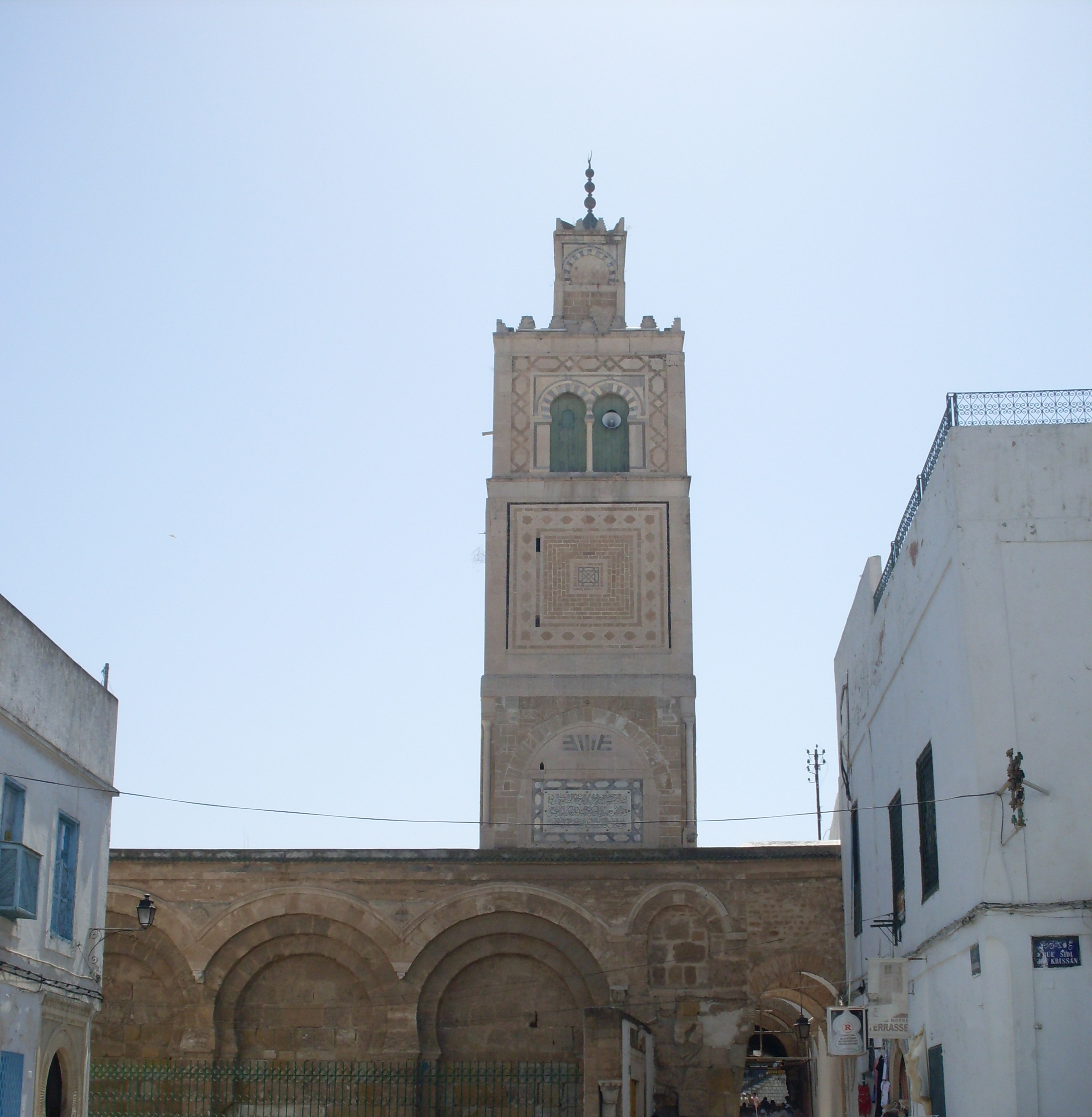
جامع القصر

## مقالات ذات صلة
- مساجد مدينة تونس